# Fuchiba aquilonia
Fuchiba aquilonia is een spinnensoort uit de familie van de Trachelidae.
De wetenschappelijke naam van de soort werd in 2008 gepubliceerd door Charles Richard Haddad en Robin Lyle.